# Аппалуза (фільм, 1966)
Аппалуза (англ. The Appaloosa) — американський вестерн 1966 року.

## Сюжет
Дія відбувається в 70-х роках 19-го століття. Мисливця на буйволів, Метта Флетчера, постійно тероризує бандит Чуй Медіна. Одного разу у Метта викрадають коня, і його терпінню приходить кінець. Метт вирішує повернути коня, а також знешкодити всю банду.

## У ролях
- Марлон Брандо — Метт
- Анжанетт Комер — Тріні
- Джон Сексон — Чуй
- Еміліо Фернандес — Лазаро
- Алекс Монтойя — Косоокий
- Міріам Колон — Ана
- Рафаель Кампос — Пако
- Френк Сільвера — Рамос
- Ларрі Д. Манн — священик
- Арджентіна Брунетті — Які (в титрах не вказана)
- Абель Фернандес — фермер (в титрах не вказаний)

## Цікаві факти
- Аппалуза — порода коней, виведена у США.